# Neosphaeroma laticaudum
Neosphaeroma laticaudum är en kräftdjursart som först beskrevs av Thomas Whitelegge 1901.  Neosphaeroma laticaudum ingår i släktet Neosphaeroma och familjen klotkräftor. Inga underarter finns listade i Catalogue of Life.